# Fußraste

Fußraste an einer Triumph

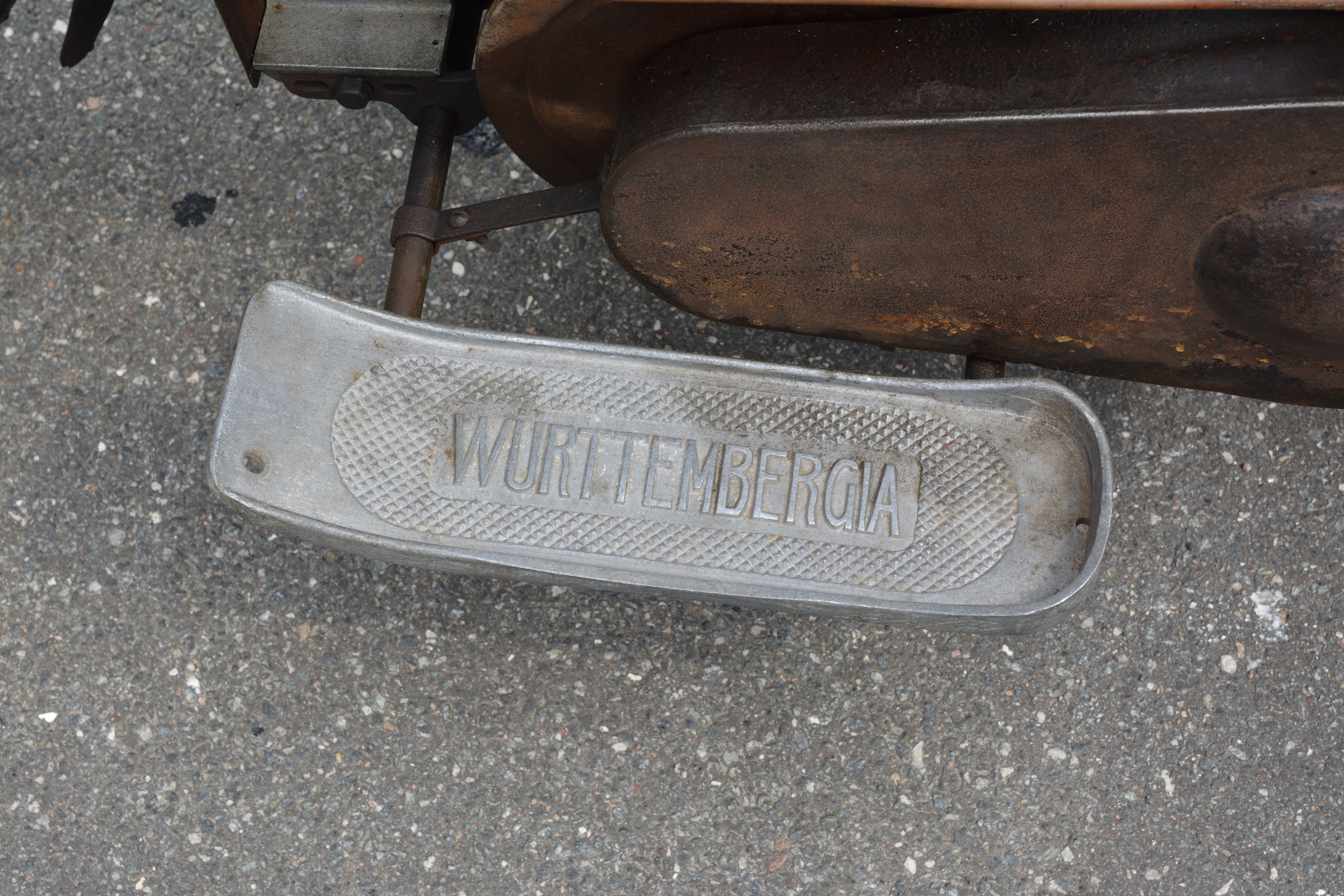
Fußraste an einer historischen Württembergia

Als Fußrasten werden Ablageflächen für die Füße des Fahrers bzw. des Sozius eines Motorrades oder eines anderen Fahrzeugs bezeichnet, insbesondere bei Tretrollern und Motorrollern das Trittbrett.
Meist bestehen sie aus Metall (Stahl, Aluminium), seltener aus Kunststoff und sind mittels eines Scharniers einklappbar, während im Straßenrennsport überwiegend starr montierte Rasten verwendet werden um im Falle eines Sturzes Beschädigungen am Fahrzeug zu mildern. Des Weiteren gibt es Fußrasten, die hauptsächlich für den Sozius gedacht sind, welche durch ein Steckprinzip (ohne Werkzeug) montiert und demontiert werden können. Diese Fußrasten sind auch für die Montage an der Schwinge gedacht. Hierfür werden die originalen Racingadapter gegen spezielle Adapter ausgetauscht, auf diese werden die Fußrasten mittels einer Torsionsbewegung aufgeschoben. Ohne diese Torsionsbewegung sind die Fußrasten nur mit einem enormen Kraftaufwand zu lösen. Die Auflagefläche ist meist gerillt oder geriffelt bzw. mit griffigem Kunststoff beschichtet um trotz ihrer geringen Größe bestmöglichen Halt zu bieten.

## Angstnippel
Umgangssprachlich und in Fachkreisen werden die an der unteren Außenseite hervorstehenden Erhöhungen auch Raster-, Schleif- oder Angstnippel genannt, da sie bei großer Schräglage mit der Fahrbahn in Kontakt kommen können. Dies ist von der Konstruktion her so gewollt, um Stürze zu vermeiden. Die damit einhergehenden Geräuschentwicklung warnt so frühzeitig vor dem Aufsetzen etwa von Auspuff, Fußrasten, Hauptständer oder anderen Motorradteilen und macht den Fahrer auf das Erreichen einer kritischen Schräglage aufmerksam.